# 龙潭坑
28°04′56″N 121°11′17″E / 28.08235°N 121.18811°E
龙潭坑，指中华人民共和国浙江省玉环市的一个山峰及风景区，位于玉环城关西南凤凰山麓，又称龙潭溪。

## 特点
龙潭水发源于田螺山麓，有里外圆形两潭，外潭略小；内潭略大。附近建有一座小水库（玉潭水库）并保持常年蓄水。水库旁建有龙潭寺，初名“集贤庐”，宣统三年（1911年），改建为观音堂。1984年，重建更名为龙潭寺。
在龙潭坑南侧的三合潭河谷盆地，有三合潭遗址，1980年代陆续出土新石器以及商周、春秋战国和汉唐时期文物。